# Liste der Monuments historiques in Rosnay-l’Hôpital
Die Liste der Monuments historiques in Rosnay-l’Hôpital führt die Monuments historiques in der französischen Gemeinde Rosnay-l’Hôpital auf.

## Liste der Immobilien
| Bezeichnung                    | Beschreibung           | Standort                 | Kennzeichnung | Schutzstatus | Datum | Bild           |
| ------------------------------ | ---------------------- | ------------------------ | ------------- | ------------ | ----- | -------------- |
| Kirche Assomption-de-la-Vierge | ab dem 12. Jahrhundert | Rue Saint-Georges (Lage) | PA00078208    | Classé       | 1846  | weitere Bilder |

## Liste der Objekte
| Bezeichnung                                       | Beschreibung | Standort                                     | Kennzeichnung | Schutzstatus | Datum | Bild |
| ------------------------------------------------- | --- | -------------------------------------------- | ------------- | ------------ | ----- | ---- |
| Seitenaltar (1)                                   | Retabel; Holz, farbig gefasst und vergoldet, 17. Jahrhundert                                                                        | in der Kirche Assomption-de-la-Vierge (Lage) | PM10003724    | Inscrit      | 1984  |      |
| Seitenaltar (2)                                   | Retabel; Holz, farbig gefasst und vergoldet, 17. Jahrhundert                                                                        | in der Kirche Assomption-de-la-Vierge (Lage) | PM10003725    | Inscrit      | 1984  |      |
| Skulptur Johannes der Täufer                      | Kalkstein, einfarbig gefast und vergoldet, um 1600 (im Bild rechts)                                                                 | in der Kirche Assomption-de-la-Vierge (Lage) | PM10003606    | Inscrit      | 1979  |      |
| Adlerpult                                         | Bronze, 1651 gegossen | in der Kirche Assomption-de-la-Vierge (Lage) | PM10001785    | Classé       | 1894  |      |
| Seitenaltar (3)                                   | Altartisch, Tabernakel, Retabel und drei Skulpturen; Holz, farbig gefasst und vergoldet, 17. Jahrhundert; zwei Skulpturen gestohlen | in der Kirche Assomption-de-la-Vierge (Lage) | PM10003609    | Inscrit      | 1980  |      |
| Kruzifix                                          | Holz, vergoldet, 18. Jahrhundert | in der Kirche Assomption-de-la-Vierge (Lage) | PM10003650    | Inscrit      | 1984  |      |
| Sessel                                            | Holz, bemalt, Stoff, 18. Jahrhundert                                                                                                | in der Kirche Assomption-de-la-Vierge (Lage) | PM10001789    | Classé       | 1956  |      |
| Grabdenkmal für das Herz von Jacques du Metz      | Kalkstein, 17. Jahrhundert | in der Kirche Assomption-de-la-Vierge (Lage) | PM10001784    | Classé       | 1846  |      |
| Grabstein für Claude Berbier du Metz              | Marmor, bezeichnet 1690 | in der Kirche Assomption-de-la-Vierge (Lage) | PM10003010    | Classé       | 1989  |      |
| Skulptur Heiliger Claudius                        | Kalkstein, übertüncht, 1688; Bancelin de Joinville zugeschrieben                                                                    | in der Kirche Assomption-de-la-Vierge (Lage) | PM10001792    | Classé       | 1980  |      |
| Zwei Kredenzen                                    | Holz, bemalt und vergoldet, Anfang des 19. Jahrhunderts                                                                             | in der Kirche Assomption-de-la-Vierge (Lage) | PM10003649    | Inscrit      | 1984  |      |
| Kirchenfenster                                    | aus dem 16. Jahrhundert | in der Kirche Assomption-de-la-Vierge (Lage) | PM10001783    | Classé       | 1846  |      |
| Skulptur Heiliger Vinzenz                         | Keramik, bemalt, 19. Jahrhundert | in der Kirche Assomption-de-la-Vierge (Lage) | PM10003607    | Inscrit      | 1979  |      |
| Skulptur Petrus                                   | Kalkstein, 16. Jahrhundert | in der Kirche Assomption-de-la-Vierge (Lage) | PM10001790    | Classé       | 1980  |      |
| Grabstein für Nicolas Lefevre und Simone Gombault | Kalkstein, bezeichnet 1563 und 1573                                                                                                 | in der Kirche Assomption-de-la-Vierge (Lage) | PM10001788    | Classé       | 1913  |      |
| Skulptur Heiliger Bernhard                        | Kalkstein, einfarbig gefast und vergoldet, um 1600 (im Bild links)                                                                  | in der Kirche Assomption-de-la-Vierge (Lage) | PM10003605    | Inscrit      | 1979  |      |
| Skulptur Madonna mit Kind                         | Kalkstein, farbig gefasst, 17. Jahrhundert                                                                                          | in der Kirche Assomption-de-la-Vierge (Lage) | PM10003608    | Inscrit      | 1979  |      |
| Grabstein für Nicolas Navelet                     | Kalkstein, bezeichnet 1723 | in der Kirche Assomption-de-la-Vierge (Lage) | PM10003648    | Inscrit      | 1984  |      |
| Orgel                                             | Haupteintrag für PM10001794 | in der Kirche Assomption-de-la-Vierge (Lage) | PM10004990    | Classé       | 1986  |      |
| Instrumentalteil der Orgel                        | 1859 von Antoine Filipowicz gebaut                                                                                                  | in der Kirche Assomption-de-la-Vierge (Lage) | PM10001794    | Classé       | 1986  |      |
| Hauptaltar                                        | Altartisch, Altaraufbau und Tabernakel; Kalkstein und Holz, farbig gefasst und vergoldet, 17. und 19. Jahrhundert                   | in der Kirche Assomption-de-la-Vierge (Lage) | PM10003003    | Classé       | 1989  |      |
| Skulptur Madonna mit Kind                         | Kalkstein, einfarbig gefasst und vergoldet, um 1600                                                                                 | in der Kirche Assomption-de-la-Vierge (Lage) | PM10003604    | Inscrit      | 1979  |      |
| Grabstein für Geneviève François Vincent          | Kalkstein, bemalt, bezeichnet 1724                                                                                                  | in der Kirche Assomption-de-la-Vierge (Lage) | PM10003647    | Inscrit      | 1984  |      |
| Skulptur Heilige Margaretha                       | Holz, einfarbig gefasst und vergoldet, 17. Jahrhundert                                                                              | in der Kirche Assomption-de-la-Vierge (Lage) | PM10001786    | Classé       | 1908  |      |
| Skulptur Heilige Katharina                        | Holz, einfarbig gefasst und vergoldet, 17. Jahrhundert                                                                              | in der Kirche Assomption-de-la-Vierge (Lage) | PM10001787    | Classé       | 1908  |      |
| Pietà                                             | Kalkstein, farbig gefasst, 16. Jahrhundert                                                                                          | in der Kirche Assomption-de-la-Vierge (Lage) | PM10001791    | Classé       | 1980  |      |
| Türflügel                                         | Holz, Schmiedeeisen, 16. Jahrhundert                                                                                                | in der Kirche Assomption-de-la-Vierge (Lage) | PM10003016    | Classé       | 1991  |      |
| Skulptur Heiliger Nikolaus                        | Kalkstein, übertüncht, 1688; Bancelin de Joinville zugeschrieben                                                                    | in der Kirche Assomption-de-la-Vierge (Lage) | PM10001793    | Classé       | 1980  |      |